# 七曲市場
七曲市場（ななまがりいちば、Nanamagari Market）は、和歌山県和歌山市東長町にある市場。アーケード商店街としての性格も有し、七曲商店街（ななまがりしょうてんがい）とも呼ばれる。組合として七曲商店街協同組合がある。

## 沿革

### 湊公設市場（戦前）
和歌山城の西側にあるこの地には何度も鉤状に曲がる路地があり、この路地が七曲（ななまがり）という地名の由来とされる。安土桃山時代の武将である浅野幸長の祖母は七曲殿と呼ばれた。「七曲り、七曲りにっくい七曲り、七曲ってみれば、七曲り易い七曲り」という早口言葉が知られている。
1911年（明治44年）、宇野幸次郎は網元から買い受けた小屋を改装して芝居小屋の宇野栄座（うのえざ）を開館させた。この芝居小屋が人の流れを生み出し、芝居小屋の前に食料品などの小売店舗が出されたことが七曲市場の源流とされている。1918年（大正7年）に米騒動が勃発して全国各地で米価が暴騰した際、1918年（大正7年）12月には和歌山市によって七曲に湊公設市場が設置されており、この公設市場が今日の七曲市場につながっているとされている。
その後宇野栄座は経営者が交代して常盤座に改称し、のちには芝居小屋から映画館に転換したが、1931年（昭和6年）5月にフィルムから出火して全焼した。1945年（昭和20年）年7月9日の和歌山大空襲では和歌山市街地の大部分が焼失し、湊公設市場も焼け野原となった。

### 七曲市場（戦後）
1949年（昭和24年）12月には現在の七曲市場の場所にバラック建ての店舗が建設され、市場としての復興を開始した。銭湯の戎湯が創業したのもこの年である。1957年（昭和32年）5月には85人の組合員によって七曲商店街協同組合が組織され、6月には和歌山県から中小企業等協同組合として認可を受けると、7月1日に正式に設立された。1964年（昭和39年）8月には商店街協同組合の機関紙「七曲広場」が創刊され、1966年（昭和41年）には七曲サービスシールを導入した。高度経済成長期には薄利多売の方針で繁栄を見せ、昭和30年代の全盛期には92店があったという。全盛期には通路を歩く客で向かいの店が見えないほどだった。
昭和40年代以降の和歌山市には相次いで大型量販店や百貨店が開店し、七曲市場は顧客や売上の減少に悩まされるようになった。それでも昭和末期には1日平均約8000人の買い物客があり、おせち料理の食材などが販売される年末には1日平均約2万人の買い物客があった。大阪府泉南地域や和歌山県海南市からも買い物客を集め、市場の中で身動きが取れない状態になることもあった。
2010年（平成22年）時点の店舗数は31店舗であり、買物客数は1日平均1000人を下回っている。飲食店などの事業者、近所の高齢者などが主な客層である。2013年（平成25年）時点で繁忙期には和歌山県内外から1日平均約3000人が訪れるという。2016年（平成28年）9月4日には和歌山日台交流協会が企画し、台湾のナイトマーケットを模した「わかやま夜市」が初めて開催され、約1万人の来場者があった。2019年（平成31年）2月には元茶葉店の空き店舗に雑貨店が進出した。
2017年（平成29年）には観光学者であり和歌山大学教授の木川剛志らによって、七曲市場などが舞台となった短編映画『七曲ブルース』が製作された。

## 店舗

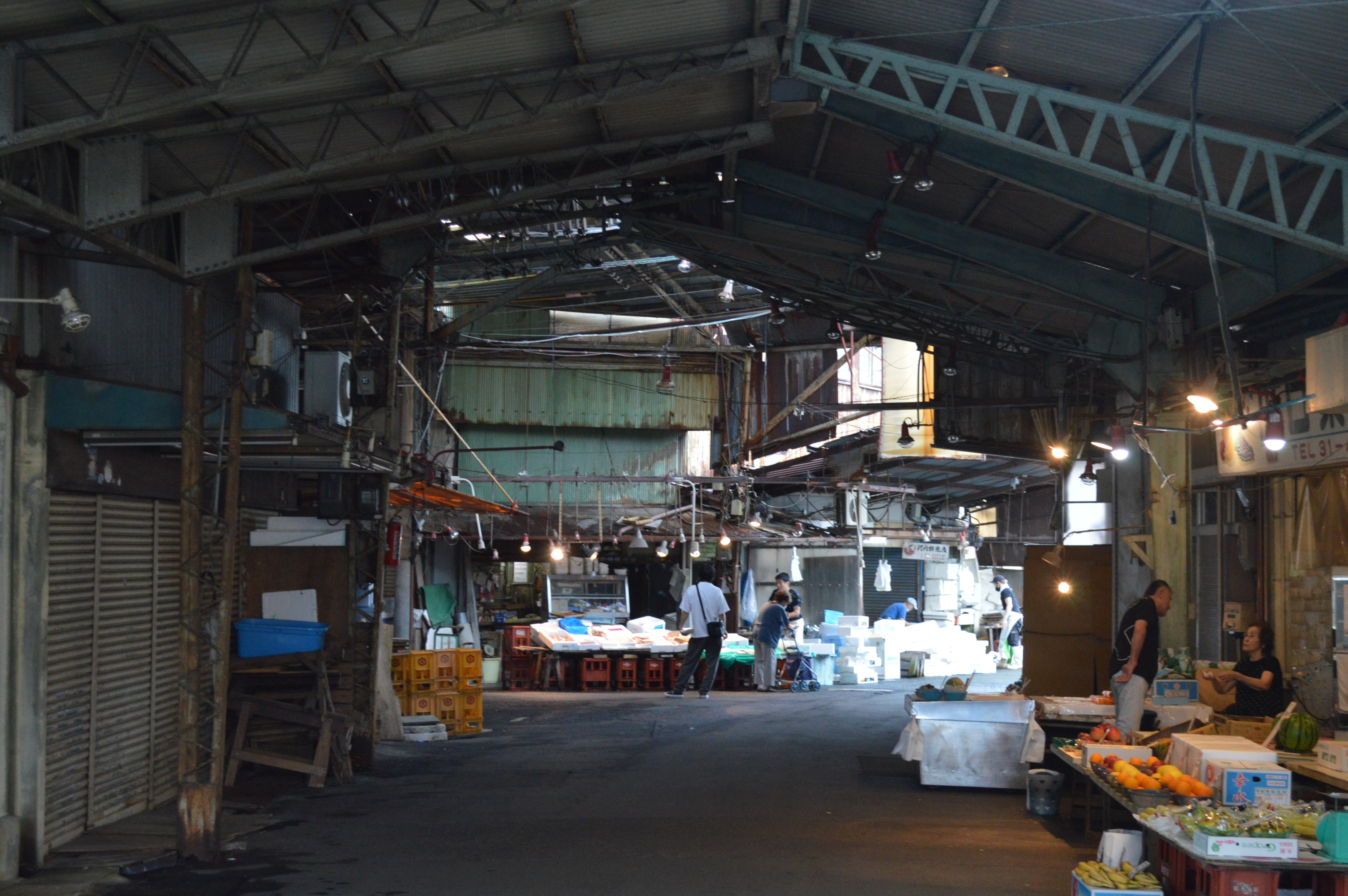
七曲市場内の通路

- 鮮魚　　　　　　　　　　
  - ファミリーストアうおこ鮮魚部
  - 河内鮮魚店
  - 小泉鮮魚店
  - 酒田鮮魚店
  - 津村鮮魚店
  - 松村鮮魚店
- 青果
  - 川口果物店
  - 阪眞商店
  - 酒井商店
- 精肉
  - 大東精肉店
  - 肉のまる彦本店
- 鶏肉
  - 鳥長
  - とり久
  - 鳥美

- 食料品
  - 内田商店
  - 菊水堂
  - 西村天ぷら店
  - デリカショップ丸一
- 飲食
  - くれよん
  - まる彦亭
- 生花
  - フラワーショップみいど
- 衣料品
  - ナカイ洋品店
- 用品
  - コスメテックソワ
  - 七曲薬局
  - みの印章堂
- その他
  - きのくに信用金庫湊支店

## 交通アクセス
所在地
- 640-8235 和歌山県和歌山市東長町2丁目30番地[12]

交通アクセス
- JR和歌山駅4番のりばから延時経由の和歌山バスに乗車し、小人町停留所下車、徒歩約7分。
- 南海和歌山市駅3番のりばから35系統新和歌浦行きの和歌山バスに乗車し、材木町停留所下車、徒歩約3分。
- 南海和歌山市駅から徒歩1.5km。